# Bölinger Graben
Der Bölinger Graben, seltener auch als Böllinger Graben bezeichnet, ist ein gut 6,2 km langer, linker Nebenbach der Wipper im Landkreis Nordhausen in Nordthüringen.

## Verlauf
Der Bölinger graben entspringt mehreren Quellen nordwestlich von Kehmstedt an bewaldeten Anhöhen. Erwähnenswert sind der Fuchsberg und der namentlich verwandte Bölinger Mittelberg. Der Name Bölingen stammt von einer Wüstung, die auf dem heutigen Gebiet von Bliedungen lag. Nach Vereinigung mehrerer Quellläufe wechselt das Fließgewässer seine Strömungsrichtung von östlich auf südlich bis südöstlich und erreicht die Gemeinde Kehmstedt. Im Ort selbst sind das Bachbett und die Uferzone mit Betonplatten ausgekleidet und kanalisiert. Weiter bachabwärts unterquert der Bölinger Graben die Bahnstrecke Halle–Hann. Münden und erreicht den zu Bleicherode gehörenden Ortsteil Oberdorf. Hier mündet er in den bei Bleicherode-Ost von der Wipper abgeleiteten Mühlgraben. Gut 280 m nach der Mündung des Bölinger Grabens vereinigt sich der Mühlgraben wieder mit der Wipper.